# Pierre Léger (écrivain)
Pour les articles homonymes, voir Pierre Léger et Léger.
Pierre Léger, né le 27 juillet 1948 à Saulieu (Côte-d'Or), est un écrivain, poète français et militant de la langue d'oil, bourguignon-morvandiau. Il est rédacteur en chef de la revue Vent du Morvan.

## Parcours de carrière
La légende dit que ce serait Alfred Guillaume, écrivain de l'Âme du Morvan, qui le mit au monde.
Instituteur, poète et écrivain, Pierre Léger est un militant de la première heure du "bourguignon-morvandiau". Il explique très bien la défiance vis-à-vis de cette langue dans sa jeunesse par une anecdote reprise dans la chanson, Cause pas patouais papa, a y ai du monde a pé du byau.
Après ses études  Pierre Léger redécouvre sa langue maternelle et prend conscience de cette richesse culturelle. Il fonde en 1975 l'association Lai Pouèlée. 
C'est le début de campagnes de collectages à travers le Morvan et ses marges sur des sujets aussi vaste que l'ethnologie, la langue, la musique traditionnelle, la lutherie, l'architecture.
Sous son impulsion, paraît dès  1977, l'almanach du Morvan, compilation de textes, d'informations. La parution de cet ouvrage, véritable outil de lien social entre les morvandiaux durera jusqu'en 1999.
Parallèlement, il rédige et édite pendant une dizaine d'années la revue Teurlées, jôrnau que cause morvandyau et devient secrétaire de l'association DPLO (Défense et Promotion des Langues d'Oil).
En 2008, il ouvre le débat lors de l'inauguration de la Maison du Patrimoine Oral en posant les bases d'une association régionale de promotion du bourguignon-morvandiau.

### Participations diverses
- au disque 33 tours  Cause pas patouais ai y ai du monde  (Éd. « Lai Pouèlée » 1982)
- au disque De la poussière au firmament avec J.-M. Bruhat (Éd. « Lai Pouèlée » 1986)
- à l'édition de  Mollerin sôs Droune  de Joséphine Dareau (Éd. « Lai Pouèlée » 1987)
- à la rédaction du  Guide Gallimard du Parc Naturel Régional du Morvan  (1997)
- à la rédaction des  Épouvancartes  sur des photos de Joëlle Cunnac (1994)
- au livre collectif  Les faiseurs de nuées  (Éd. ERC 1998)
- au livre collectif sur le mat d'Antoine Debary à Ouroux-en-Morvan (2000)
- à la rédaction du  Guide Gallimard de la Nièvre  (2001)
- au livre collectif  Morvandises  (Éd.du Pas de l’âne 2001)